# Phillip Island Road
Die Phillip Island Road ist eine Touristenstraße im Süden des australischen Bundesstaates Victoria. Sie verbindet den Bass Highway in Anderson mit Cowes, der Hauptstadt von Phillip Island.

## Verlauf
Die Phillip Island Road zweigt in Anderson vom Bass Highway (A420) nach Westen ab. In San Remo beginnt die am 21. November 1969 eröffnete Phillip Island Bridge, die sich über die Einfahrt zum Western Port bis nach Newhaven auf der Insel erstreckt. Von dort aus quert die Straße die Insel Richtung Nordwesten und erreicht schließlich Cowes an der Nordküste, wo sie endet.